# 阿尔甘松镇
阿尔甘松镇是西班牙卡斯蒂利亚-莱昂布尔戈斯省的一个市镇，位於布爾戈斯省的外飛地特雷維尼奧飛地。总面积19平方公里，总人口402人（2001年），人口密度21人/平方公里。